# Стоян Георгиев (Драгобраще)
Вижте пояснителната страница за други личности с името Стоян Георгиев.
Стоян Георгиев Давидков е български революционер, деец на Вътрешната македоно-одринска революционна организация.

## Биография
Георгиев е роден в 1898 година в село Драгобраще, Кочанско, в Османската империя. В 1922 година, по думите на вдовицата му „неможейки повече да търпи тежкото и непоносимо сърбско робство избегва... в уточището за всички тогава, па и по-късно, емигранти – България“ и влиза в чета на ВМРО и над десет години участва в редица сражения със сръбските окупатори във Вардарска Македония. В 1923 година взима участие в тежкото сражение със сръбски части на четата на Герасим Атанасов Трайчев от Блатец, което четата печели. Сред това се сражава в местността Катуно при село Пекляни.
Загива в сражение през април 1933 година с войводите Дончо Христов и Димитър Паликрушев край село Драмче, Царевоселско.
Погребан е в София.
На 23 февруари 1943 година вдовицата му Канта Стоянова Давидкова, на 35 години, като жителка на Драгобраща, подава молба за българска народна пенсия, която е одобрена и пенсията е отпусната от Министерския съвет на Царство България.